# Erwin Lichnofsky
Erwin Lichnofsky (6. srpna 1903, Opava, Rakousko-Uhersko – 25. února 1974, Mnichov, Německo) byl československý hokejista německé národnosti. Kromě hokeje se věnoval i fotbalu, házené, tenisu a atletice. Někdy bývá chybně uváděn jako Johann Lichnovsky či Lichnowski.

## Mládí
Narodil se v Opavě, jeho rodiče Hermann a Johanna Lichnofští byli majitelé a provozovatelé Centrálních lázní a pily v Hradci nad Moravicí. Od roku 1918 chodil na reálnou školu v Novém Jičíně, poté se vyučil obchodníkem v Opavě a vystudoval obchodní školu. Po studiu pracoval v městské elektrárně, kam se vrátil i po vojně.

## Sportovní kariéra
Hokej hrál v opavském klubu Troppauer EV, který tehdy patřil k nejlepším v Československu. Hrával především na pozici obránce, ale nastupoval i v útoku. Společně s Wolfgangem Dorasilem patřil k nejlepším opavským hráčům. Dne 24. února 1929 se odehrál zápas o neoficiálního mistra republiky mezi Opavou a LTC Praha, zápas vyhrál LTC 3:1. V kádru Opavy byl i Lichnofsky, který vstřelil jedinou branku svého týmu a podal celkově dobrý výkon. V reportáži v Lidových novinách vyšlo: „U hostí spočívala váha výkonu na Dorasilovi, vedle něhož zaslouží zvláštní pochvaly Mattern, Wachmenko a Lichnofsky.“ V letech 1933 a 1934 se podílel na velkém úspěchu opavského hokeje, kdy se klubu podařilo nejprve remizovat 1:1 a o rok později porazit v poměru 2:1 americký tým Massachusetts Rangers. V roce 1929 utrpěl poranění ruky, kvůli čemuž do roku 1930 nehrál.
Dobré výkony v opavském klubu mu přinesly pozvánku do československé reprezentace, se kterou se v roce 1928 zúčastnil Zimních olympijských her ve švýcarském Svatém Mořici. O rok později hrál na mistrovství Evropy, které českoslovenští hokejisté vyhráli. Lichnofsky nastoupil v semifinále a finále. V reprezentaci se objevoval až do roku 1932 a odehrál v ní celkem pět utkání.

## Civilní život od druhé světové války
V roce 1942 narukoval do války, kde dosáhl hodnosti svobodníka. Později byl pravděpodobně v britském zajetí. Se svou rodinou, odsunutou z Československa, se setkal v roce 1946 v Mnichově, kde prožil i zbytek života. Zemřel v únoru roku 1974.

## Rodina
V roce 1939 se oženil s Erikou Prawdovou a o rok později se jim narodil syn Rüdiger, který později pracoval u firem BMW a Daimler a byl spoluautorem patentu, vylepšující ASR.
Jeho starší bratr Alfred byl mezinárodním krasobruslařským rozhodčím.